# Eotetranychus rubricans
Eotetranychus rubricans är en spindeldjursart som beskrevs av Ehara 1999. Eotetranychus rubricans ingår i släktet Eotetranychus och familjen Tetranychidae. Inga underarter finns listade i Catalogue of Life.